# Latex

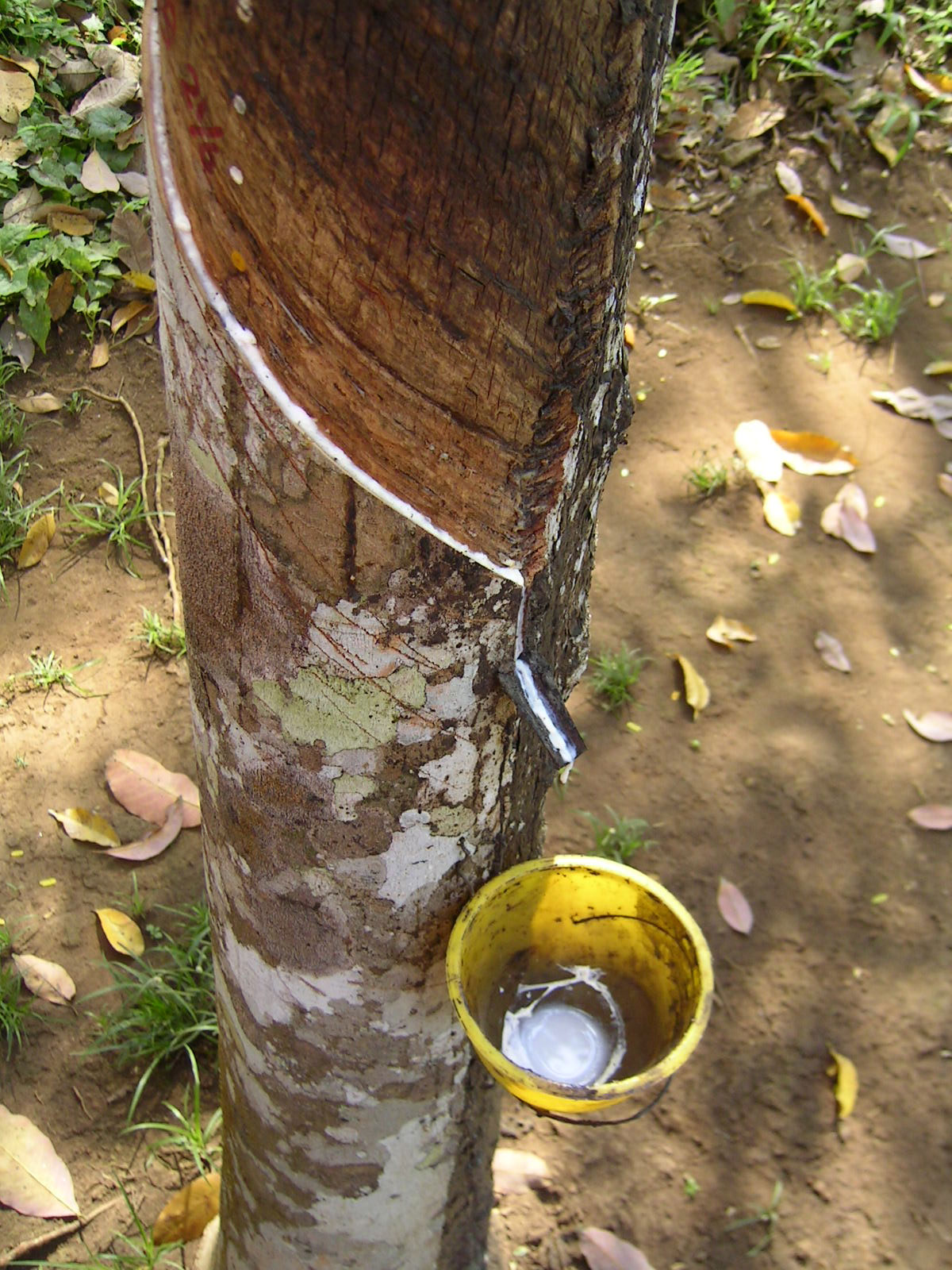
Latex tappas som mjölksaft från träd

Latex är dels mjölksaften från Hevea brasiliensis och dels det naturgummi som görs av mjölksaften. Latex är flytande i sitt grundtillstånd och kan fås att anta en något fastare form med elastiska egenskaper. Flytande latex är ofta utspädd med ammoniak som dunstar när massan härdar. Av hälsoskäl rekommenderas därför god luftventilation vid produktion. Råvaran bör ej utsättas för temperaturer under 3 °C, eftersom den då klumpar sig. Flytande latex ska även förvaras mörkt då solljus kan medföra en rosatonad missfärgning. Latex kan vara antingen naturlig eller syntetisk.

## Användningsområden
Latex har många kommersiella användningsområden, från kläder till målarfärg. Ballonger och kondomer är ofta gjorda av latex liksom gummihandskar. Syntetisk latex är inte lättantändlig och har en svag doft. Syntetisk latex kan även behandlas för att bli ett tunt skikt för bindemedel i färg. Naturlig latex används bland annat i tillverkningen av madrasser.

## Historia

### Sydamerika
De tidigaste latexfynden som hittats är från cirka 1600 f. kr. i Sydamerika. Såväl Mayaindianerna som Azteker har använt sig av latex för att skapa bollar, vilka användes till leksaker, men de använde även latexen till tillfälliga sulor. I Brasilien har man även funnit att indianer har använt materialet för att göra kläder vattenresistenta, vilket även borde vara de första regnkläderna. Christofer Columbus noterade i en av sina resor till Haiti att barn lekte med en kåda från ett träd kallat Caw-uchu vilket betyder Gråtande trädet.

### Industrialisering
Latex togs till Europa för första gången av den franska vetenskapsmannen Charles Marie de La Condamine som hade besökt Sydamerika på 1700-talet.
1770 gjorde den engelska kemisten Joseph Priestley upptäckten att koagulerat latex kan användas till att ta bort märken från pennor. Eftersom märkena gnuggades bort (engelska rubbed off) gav han det namnet Rubber (engelska namnet för gummi).
1783 uppfann bröderna Joseph-Michel och Jacques-Étienne Montgolfier luftballongen, bestående av latex, som lösts upp med terpentin, och kanvas.
1791 upptäckte engelsmannen Samuel Peal att tyg kan impregneras genom att blanda latex med terpentin.
Det första moderna användandet av materialet i kläder upptäcktes däremot 1818 av den Brittiska medicinstudenten James Syme  när han använde latex blandat med bomull 
för att göra den första regnrocken. Denna metod patenterades slutligen av Charles Macintosh 1883.
1820 byggde Thomas Hancock den första latexfabriken efter att ha uppfunnit en metod för att mekaniskt forma latex. Under samma tidsperiod upptäckte Michael Faraday att materialet består av en kemisk komponent kallad isopren.
1839 upptäckte Charles Goodyear vulkaniseringen av misstag när han lämnat latex behandlat med svavel och bly på en spis som råkade vara varm. Innan 1839 berodde latexens kvalitet på väderförhållanden. Om vädret var varmt och klibbigt var även latexen det. I kallt väder var latexen spröd och hård. Goodyears upptäckt resulterade i att materialet inte berördes av väderförhållanden och återgick till sin ursprungliga form efter den hade sträckts ut. Detta nya latex skapade en större efterfrågan på latex då den var vatten- och kemikalietålig samt att den inte ledde elektricitet och var därför användbar i många olika syften.
1855 producerade Charles Goodyear den första kondomen av latex. Dessa kondomer var återanvändningsbara, men priset var högt.
På 1860-talet hade man upptäckt att naturgummi vid sönderdelning genom upphettning gav upphov till ett kolväte, som gavs namnet isopren. Omkring 1880 upptäckte Gustave Bouchardat att isopren kunde polymeriseras till kautschukliknande produkter. Den förste som målmedvetet gick in för att framställa syntetisk kautschuk, var den tyske kemisten Fritz Hofmann vid Friedrich Bayer & Co. i elberfeld. Det skedde 1907. 1910 upptäckte Carl Dietrich Harries i Tyskland och oberoende av honom Strange och Mathews i Storbritannien, att diener som butadien, kunde polymeriseras med hjälp av natrium. Dessa upptäckter hade dock endast vetenskapligt intresse och processen av att tillverka syntetisk kautschuk hade inte förståtts. Omkring 1914 hade dock Fritz Hofmanns arbete kommit så långt, att man kunde starta en försöksfabrikation. Man tillverkade bland annat ackumulatorkärl för den tyska ubåtsflottan, varvid som monomer användes ett metylderivat av isopren, dimetylbutadien. Produkten som kallades metylgummi hade dock dålig åldringsegenskaper och tillverkningen lades ned vid krigsslutet. Under mellankrigstiden fortsattes arbetet med att få fram en med naturkautschuk likvärdig produkt, främst av politiska och militära skäl. Särskilt i Tyskland och Sovjetunionen arbetade man för att göra sig oberoende av importen av naturkautschuk. Men även i USA arbetade man vidare, och här lyckades forskare vid Du Pont de Nemours & Co bli de första att lyckas med en 1931 lanserad produkt, i början kallad duprene, senare neoprene, ett polymeriserat av monomeren klorbutadien.
Ytterligare en grupp syntetiska katschukliknande ämnen framkom i USA 1932, nämligen tiokolerna. Det tillverkades ut etylendiklorid och alkalipolysulfid och kännetecknades av god oljeresistens. Den såldes under handelsnamnen perduren och modotiol. Det användes mycket i bränsleslangar med visade sig ha dålig hållfasthet. I Tyskland tog IG Farben 1935 fram sitt första konstproducerade gummi, buna, som liksom neoprene framställdes med acytylen som råvara.

### Latexbristen
1882 patenterade Irländaren John Boyd Dunlop sin uppfinning tryckluftshjulet. Denna uppfinning fick snabbt en stor efterfrågan som minskade tillgången på råmaterialet latex. Britterna odlade därför fram stora latexplantage i Singapore, Malaysia och Sri Lanka. Frön från Brasilien som fått gro upp i England fraktades till dessa länder. Idag är allt asiatiskt latex avkomma från dessa Brasilianska frön.
I början på 1900-talet försökte många länder förbättra latexsammansättningar och att utveckla syntetiska material. 1910 upptäcktes att karbonat katalyserar polymerisering. När Tyskland blev avskärmade från sina latexleveranser under första världskriget användes denna upptäckt för att göra cirka 2 500 ton latex från dimethylbutadiene. Under andra världskriget tog Japan kontroll över de största latexplantagen i Asien. USA:s svar på detta var att öka produktionen av syntetisk kautschuk med 10 000 %, från dryga 8 000 ton 1941 till en miljon ton 1944. Efter kriget utvecklade andra länder egen syntetisk latex för att undvika beroendet av utländska leveranser.
Idag är cirka tre fjärdedelar av allt latex syntetiskt tillverkad med olja som bas. Eftersom latexplantan frodas i varma, fuktiga regioner nära ekvatorn finns 90 % av den naturliga latexproduktionen i sydostasiatiska länderna Malaysia, Thailand och Indonesien.

## Latexallergi
Latexallergi är en medicinsk term som avser en allergi mot latex. Reaktion uppkommer vanligen vid kontakt med naturligt latex. Symptom kan även uppkomma enligt Asthma and Allergy Foundation of America vid kontakt med bananer, avokado, kiwifrukt med mera, då dessa har ett liknande protein som finns i latex.
Ungefär hälften av alla med spina bifida är också allergiska mot naturligt latexgummi. Detta kan även förekomma hos människor som genomgått ett flertal operationer, och hos människor som har haft en långvarig kontakt med naturligt latex.